# Periplaneta suzukii
Periplaneta suzukii är en kackerlacksart som beskrevs av Asahina 1977. Periplaneta suzukii ingår i släktet Periplaneta och familjen storkackerlackor. Inga underarter finns listade i Catalogue of Life.